# لويز غارسيا جونيور
لويز غارسيا جونيور (بالبرتغالية: Luiz Garcia Jr.‏) هو سائق سيارة سباق ومهندس برازيلي، ولد في 4 مايو 1971 في برازيليا في البرازيل.

## وصلات خارجية
- لويز غارسيا جونيور على موقع DriverDB.com (الإنجليزية)